# Маркиз де Вильянуэва-дель-Фресно
Маркиз де Вильянуэва-дель-Фресно — испанский дворянский титул, созданный в 1530 году королем Карлосом I для Хуана Портокарреро, 7-го сеньора де Вильянуэва-дель-Фресно (ок. 1475—1544).
Сеньория де Вильянуэва-дель-Фресно была образована в 1332 году, когда король Кастилии Альфонсо XI пожаловал виллу Вильянуэва-дель-Фресно во владение Мартину Фернандесу Портокарреро, 2-му сеньору де Могеру. После пресечения дома Портокарреро маркизат переходил в собственность домов графов де Монтихо, герцогов Эскалона, герцогов де Фриас, вновь графов де Монтихо и герцогов Альба.
Название титула происходит от названия муниципалитета Вильянуэва-дель-Фресно (провинция Бадахос, автономное сообщество Эстремадура).

## Сеньоры
| Nº | Персона                       | Дата      | Титул                                 |
| -- | ----------------------------- | --------- | ------------------------------------- |
| 1  | Мартин Фернандес Портокарреро | 1356-1362 | 1-й сеньор де Вильянуэва-дель-Фресно  |
| 2  | Алонсо Фернандес Портокарреро | 1362-1384 | 2-й сеньор де Вильянуэва-дель-Фресно  |
| 3  | Мартин Фернандес Портокарреро | 1384-1418 | 3-й сеньор де Вильянуэва-дель-Фресно  |
| 4  | Педро Фернандес Портокарреро  | 1418-1429 | 4-й сеньор де Вильянуэва-дель-Фресно  |
| 5  | Мария Портокарреро            | 1444-1471 | 5-я сеньора де Вильянуэва-дель-Фресно |
| 6  | Педро Портокарреро            | 1471-1519 | 6-й сеньор де Вильянуэва-дель-Фресно  |
| 7  | Хуан Портокарреро             | 1519-1530 | 7-й сеньор де Вильянуэва-дель-Фресно  |

## Маркизы
| Nº | Персона                                                               | Дата                   | Титуо                                                                        |
| -- | --------------------------------------------------------------------- | ---------------------- | ---------------------------------------------------------------------------- |
| 1  | Хуан Портокарреро                                                     | 1530-1544              | 1-й маркиз де Вильянуэва-дель-Фресно                                         |
| 2  | Педро Портокарреро                                                    | 1544-1557              | 2-й маркиз де Вильянуэва-дель-Фресно                                         |
| 3  | Алонсо Портокарреро                                                   | 1557-1560              | 3-й маркиз де Вильянуэва-дель-Фресно                                         |
| 4  | Хуан Портокарреро                                                     | 1560-?                 | 4-й маркиз де Вильянуэва-дель-Фресно                                         |
| 5  | Алонсо Портокарреро                                                   | ?-1622                 | 5-й маркиз де Вильянуэва-дель-Фресно                                         |
| 6  | Франсиска Луиза Портокарреро                                          | 1622-1639              | 6-я маркиза де Вильянуэва-дель-Фресно                                        |
| 7  | Хуан Гаспар Доминго Портокарреро                                      | 1639-1640              | 7-й маркиз де Вильянуэва-дель-Фресно                                         |
| 8  | Франсиско Портокарреро                                                | 1640-?                 | 8-й маркиз де Вильянуэва-дель-Фресно                                         |
| 9  | Алонсо Портокарреро                                                   | ?-?                    | 9-й маркиз де Вильянуэва-дель-Фресно                                         |
| 10 | Педро Фернандес Портокарреро                                          | ?-1703                 | 10-й маркиз де Вильянуэва-дель-Фресно                                        |
| 11 | Диего-Антонио-Лопес Баррадас                                          | 1718-1727              | 11-й маркиз де Вильянуэва-дель-Фресно                                        |
| 12 | Антонио-Лопес Баррадас Портокарреро                                   | 1727-1729              | 12-й маркиз де Вильянуэва-дель-Фресно                                        |
| 13 | Кристобаль Грегорио Портокарреро                                      | 1729-1763              | 13-й маркиз де Вильянуэва-дель-Фресно                                        |
| 14 | Кристобаль Педро Портокарреро                                         | ?-1757                 | 14-й маркиз де Вильянуэва-дель-Фресно                                        |
| 15 | Мария Франсиска де Салес Портокарреро Фелипе Лопес Пачеко де ла Куэва | 1763-1808 1765-1798    | 12-я маркиза де Вильянуэва-дель-Фресно 12-й маркиз де Вильянуэва-дель-Фресно |
| 16 | Эухенио Портокарреро и Палафокс Диего Фернандес де Веласко            | 1808-1834 1798-1811    | 13-й маркиз де Вильянуэва-дель-Фресно 13-й маркиз де Вильянуэва-дель-Фресно  |
| 17 | Киприано Палафокс и Портокарреро                                      | 1834-1839              | 14-й маркиз де Вильянуэва-дель-Фресно                                        |
| 18 | Мария Франсиска де Салес Портокарреро                                 | 1839-1860              | 15-я маркиза де Вильянуэва-дель-Фресно                                       |
| 19 | Карлос Мария Фитц-Джеймс Стюарт и Портокарреро                        | 1881-1901              | 16-й маркиз де Вильянуэва-дель-Фресно                                        |
| 20 | Хакобо Фитц-Джеймс Стюарта и Фалько                                   | 1901-1955              | 17-й маркиз де Вильянуэва-дель-Фресно                                        |
| 21 | Мария дель Росарио Каэтана Фитц-Джеймс Стюарт и Сильва                | 1955-2014              | 18-я маркиза де Вильянуэва-дель-Фресно                                       |
| 22 | Карлос Фитц-Джеймс Стюарт и Мартинес де Ирухо                         | 2014 — настоящее время | 19-й маркиз де Вильянуэва-дель-Фресно                                        |